# Anaktório
Le dème d'Anaktório, en grec moderne : Δήμος Ανακτορίου / Dímos Anaktoríou, est un ancien dème d'Étolie-Acarnanie en Grèce-Occidentale. En 2010, il est fusionné au sein du dème d'Áktio-Vónitsa.
Selon le recensement de 2011, la population du dème compte 9 129 habitants.